# Панфілов Іван Васильович
Іван Васильович Панфілов (* 1 січня 1893 — 18 листопада 1941) — радянський військовик, генерал-майор, Герой Радянського Союзу (1942, посмертно). Генерал Панфілов уславився вдалими оборонними боями проти німецьких військ аж до своєї загибелі на стратегічному московському напрямі у перший рік німецько-радянської війни. 8-й гвардійській стрілецькій дивізії було присвоєно його ім'я, тому бійців цієї дивізії називали панфіловцями, особливо радянською пропагандою роздувався пропагандистський міф про 28 воїнів-панфіловців, які загинули жертвуючи собою, але призупинили просування німецьких військ.

## Біографія
Народився 1 січня 1893 в місті Петровськ (нині Саратовської області Росії) в сім'ї дрібного конторського службовця Василя Захаровича Панфілова та Олександри Степанівної Панфілової. Росіянин.
У 1915 році був призваний в російську імператорську армію. Служив у 168-му запасному батальйоні (Інзара Пензенської губернії). Учасник Першої світової війни: у березні 1917 року після закінчення навчальної команди в чині унтер-офіцера був направлений у діючу армію на Південно-Західний фронт в 638-й Ольпінській піхотний полк. Надалі дослужився до звання фельдфебеля. Після Лютневої революції 1917 року був обраний членом полкового комітету.
У Червону Армію вступив добровільно в жовтні 1918 року. Був зарахований в 1-й Саратовський піхотний полк, який згодом входив до складу 25-ї Чапаєвської дивізії. Брав участь в Громадянській війні, в 1918—1921 роках воював у складі 25-ї Чапаєвської стрілецької дивізії, командуючи взводом і ротою, бився проти з'єднань чехословацького корпусу, білогвардійців під командуванням генералів Дутова, Колчака, Денікіна і «білополяків». З вересня 1920 року брав участь у боях проти українців, в 1921 році — командир взводу 183-о прикордонного батальйону.
Після закінчення Громадянської війни продовжив службу в Червоній Армії. У 1923 році закінчив дворічну Київську Вищу об'єднану школу командирів РСЧА імені С. С. Камєнєва. З жовтня 1923 року — командир взводу і роти 52-го Ярославського стрілецького полку.
Добровольцем відбув на Туркестанський фронт. З квітня 1924 року — командир стрілецької роти, з жовтня 1924 року — начальник полкової школи 1-го Туркестанського стрілецького полку на Туркестанському фронті. З серпня 1925 року — командир стрілецької роти, з серпня 1927 року — начальник полкової школи 4-го Туркестанського стрілецького полку (Памір). З квітня 1928 року — командир стрілецького батальйону 6-го Туркестанського стрілецького полку Середньоазіатського військового округу. Брав участь у боротьбі з басмачами по 1929 рік включно.
З червня 1931 року — командир і комісар 8-го окремого стрілецького батальйону місцевих військ Середньоазіатського військового округу. З грудня 1932 року — командир 9-го Червонопрапорного гірськострілецького полку в тому ж окрузі. З серпня 1937 року — начальник квартирмейстерського відділу штабу Середньоазіатського військового округу. З жовтня 1938 року — військовий комісар Киргизької РСР. Комбриг (26.01.1939).
За бойові відзнаки і проявлений героїзм у роки Громадянської війни і після неї Панфілов був нагороджений двома орденами Червоного Прапора і медаллю «XX років РККА», а в червні 1940 року йому було присвоєно звання генерал-майора.
З перших днів Німецько-радянської війни Панфілов був у складі діючої армії. Він особисто займався формуванням 316-ї стрілецької дивізії, якою потім сам і командував на Північно-Західному і Західному фронтах. Саме його дивізія в жовтні-листопаді 1941 року під Москвою, на Волоколамському напрямі, вела важкі оборонні бої з переважаючими силами противника.

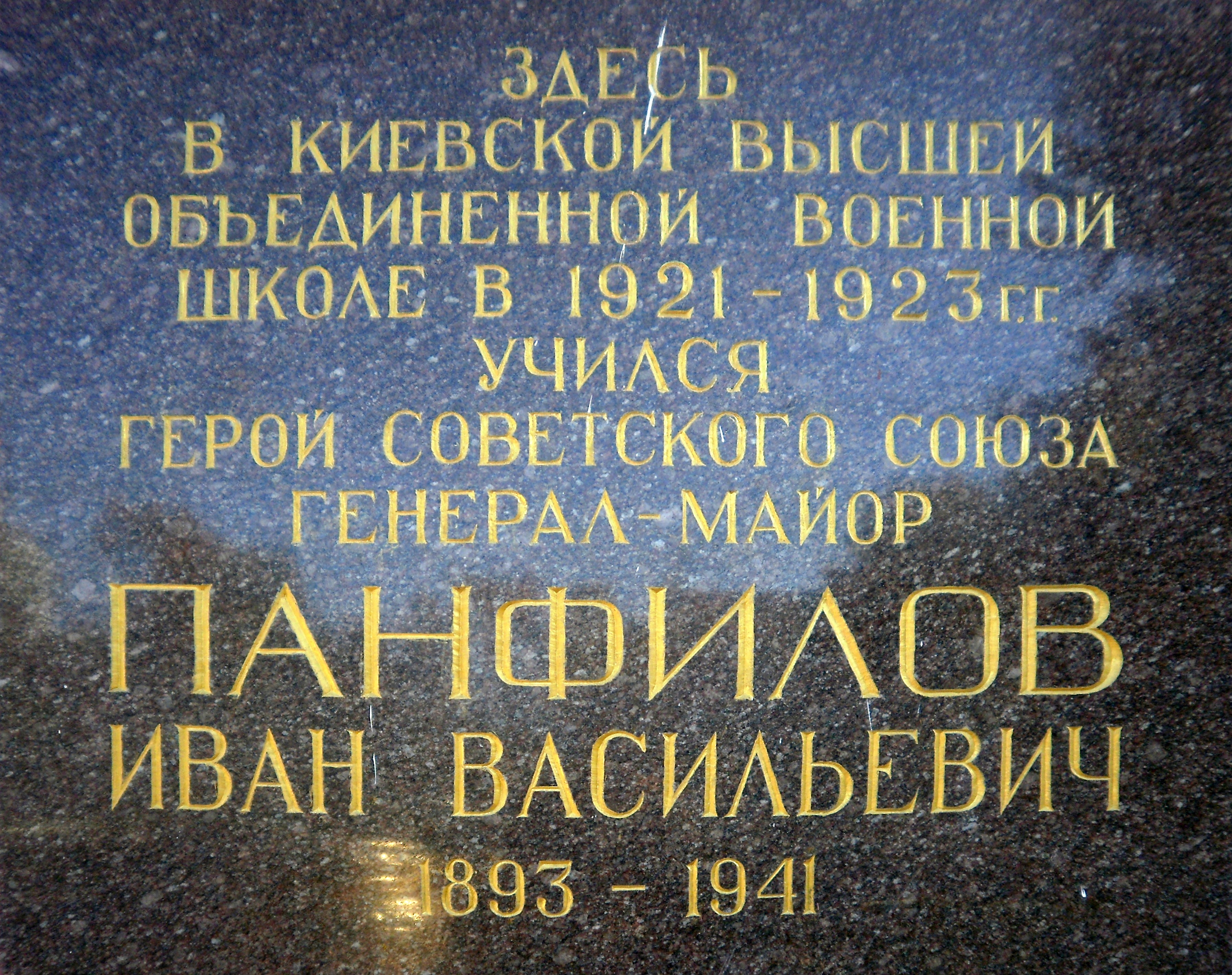
Меморіальна дошка, встановлена на честь Панфілова І. В. на фасаді Військового ліцею у Києві (бульвар Лесі Українки, 25)

Панфілов вперше широко застосував систему ешелонованої артилерійської протитанкової оборони, створив і вміло використовував у бою рухливі загони загородження. У безперервних боях на підступах до Москви частини дивізії генерала Панфілова не тільки утримали свої позиції, але й зуміли зупинити наступ двох танкових і однієї піхотної дивізій вермахту, знищивши багато сил і зброї противника.
За успішні дії в ході цих боїв і за масовий героїзм особового складу 316-та дивізія 17 листопада 1941 року була нагороджена орденом Червоного Прапора, а на інший день перетворена в 8-му гвардійську стрілецьку дивізію. Пізніше вона отримала почесне звання «Панфиловская» на честь командира, але це сталося вже після загибелі Івана Васильовича.

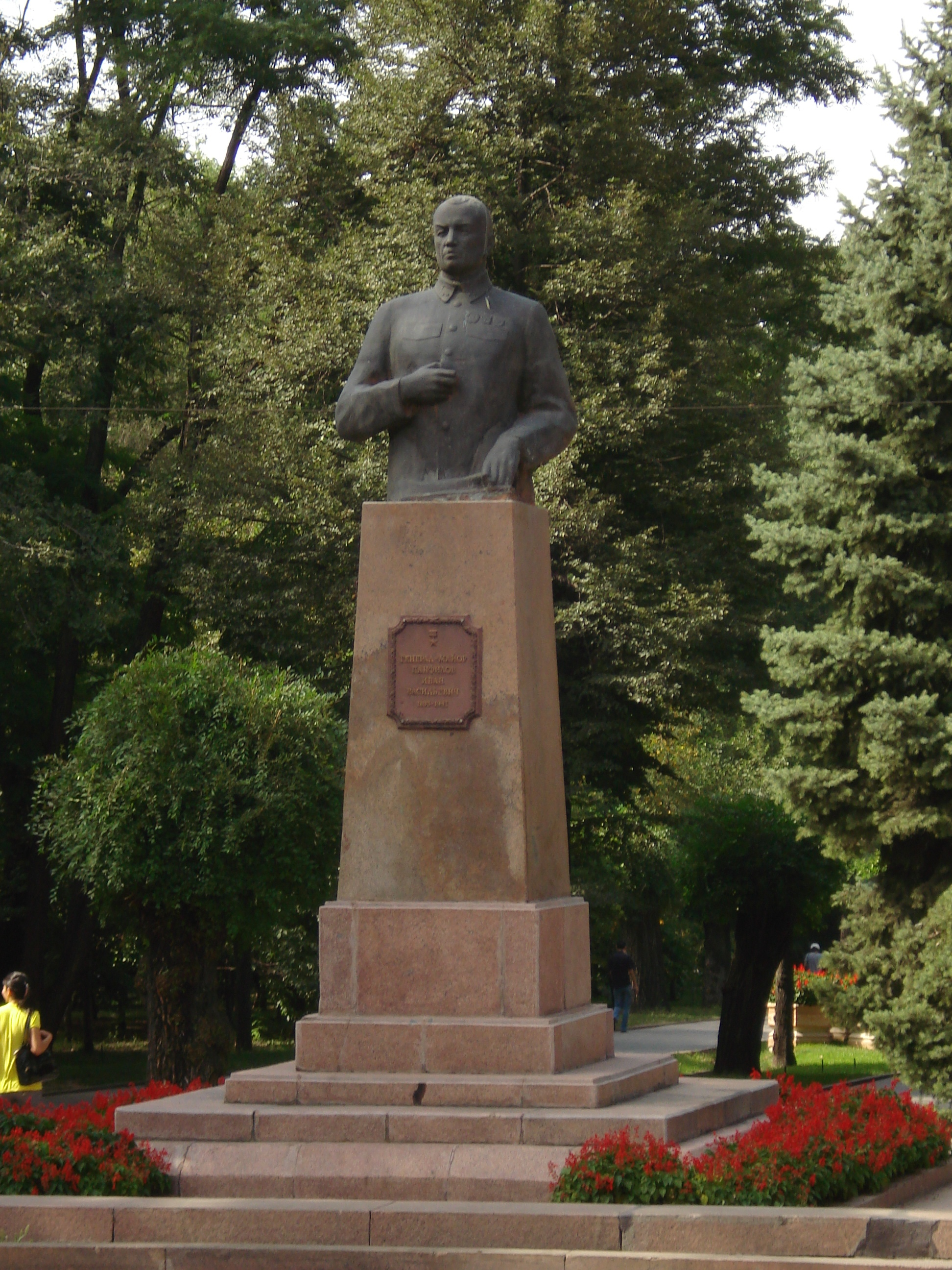
Пам'ятник І. В. Панфілову в місті Алмати

Генерал-майор Іван Васильович Панфілов загинув у бою 18 листопада 1941 року біля села Гусенево Волоколамського району Московської області. Він був похований на Новодівичому кладовищі в Москві. У квітні 1942 року Панфілову посмертно було присвоєно Звання Героя Радянського Союзу.

## Вшанування пам'яті
На місці загибелі генерала в селі Гусенево встановлено пам'ятник. Іменем Панфілова називалося місто Жаркент і селище в Казахстані, село в Киргизії. Його ім'я носять вулиці багатьох міст і сіл Росії та країн які входили до колишнього СРСР, пароплави, фабрики, заводи. Також ім'я генерала було присвоєно багатьом школам в Середній Азії. У Військово-історичному музеї в Алма-Аті представлені матеріали 316 стрілецької дивізії імені І. Панфілова.

## Інтернет-посилання
- Біографія І. В. Панфілова на сайті «Герои страны» (рос.)